# Јожеф Божик
Јожеф Божик (мађ. Bozsik József; Будимпешта, 28. новембар 1925 — Будимпешта, 31. мај 1978) је био мађарски фудбалер, репрезентативац и фудбалски тренер.

## Биографија
Божик је рођен у Кишпешту, једном од будимпештанских предграђа. Свој надимак Цуцу, је добио од баке која га је чувала. Одрастао је играјући фудбал на пољанама Кишпешта са својим најбољим пријатељем и комшијом Ференцом Пушкашем.
Веч као једанаестогодишњак је показао изузетан таленат и локални клуб КАЦ га је узео у подмладак тима. Свој деби у првом тиму је имао 1943. године против ФК Вашаша. Прву утакмицу за Мађарску је одиграо када је имао 22 године 17. августа 1947. против Бугарске.

## ФК Хонвед
За Божика се може рећи да је своју фудбалску каријеру почео и завршио у Хонведу. Клуб за који је почео да игра, као једанаестогодишњак, је у ствари био један од огранака будућег моћног Хонведа.
Клуб у ком је Божик започео своју фудбалску каријеру 1938. се звао АЦ Кишпешт а завршио је своју играчку каријеру 1962. у истом клубу, тада већ познатом под именом ФК Хонвед.
На клупском нивоу играчке каријере, која је трајала 24 године, Божик је одиграо 447 утакмица и постигао је 33 гола. Играо је на позицији десног халфа.
Са Хонведом Божик је освојио пет шампионских титула Мађарске
- 1949/50.
- 1950.
- 1952.
- 1954.
- 1955.

## Репрезентација
За репрезентацију мађарске Божик је одиграо 101 утакмицу и постигао је 11 голова. Задњу утакмицу је одиграо 18. априла 1962. против Уругваја.
Са репрезентацијом Божик је освојио 1952. олимпијско злато у Хелсинкију и друго место на светском првенству 1954. у Берну, Швајцарска. Такође је играо на обе незаборавне утакмице против Енглеске које су Мађари добили са 6 : 3 у Лондону на Вемблију и 7 : 1 у Будимпешти на Непу.
Божик је учествовао и на светском првенству 1958. у Шведској и одиграо је две утакмице. На утакмици против Велса је и постигао гол у петом минуту, али нажалост мађара, утакмица се завршила нерешено 1 : 1. Друга утакмица на овом првенсртву му је била против Шведске, коју су Мађари изгубили са 2 : 1.
У свом играчком зениту, Божик је био сматран за најбољег офанзивног халфа на свету. познат је био по својој техници, креативности. Током своје каријере освојио је многа спортска признања, а догурао је и до позиције у мађарском парламенту.
Престанак играчке каријере није значио крај Божиковог учествовања у спорту, био је члан управног одбора у матичном клубу ФК Хонвед, и био је тренер клуба на 47 мечева у годинама 1966/1967. Био је и селектор (савезни капетан) мађарске репрезентације 1974, али га је болест спречила да дуже остане на клупи.
Клубови у којима је играо:
- 1938–1944 АЦ Кишпешт
- 1944–1944 СЕ Левенте Пилиш (Pilisi Levente SE)
- 1945–1949 АЦ Кишпешт
- 1949–1962 ФК Хонвед

Тренер:
- 1966–1967 ФК Хонвед
- 1974 Мађарска  (Magyar labdarúgó-válogatott)  Мађарска

## Признања
Као играч:
Мађарска
- Олимпијски шампион
  - 1952.
- шампион: Централноевропски интернационални куп
  - 1953.
- Светски куп
  - Финалиста: 1954.

ФК Хонвед
- Шампион Мађарске: 5
  - 1949/50; 1950; 1952; 1954; 1955.
- Митропа куп: 1
  - 1959.